# Артурс Кулда
Артурс Кулда (лет. Artūrs Kulda — Лајпциг, 25. јул 1988) професионални је летонски хокејаш на леду који игра на позицији одбрамбеног играча. 
Члан је сениорске репрезентације Летоније за коју је на међународној сцени дебитовао на светском првенству 2010. године. Био је члан олимпијског тима Летоније на ЗОИ 2014. у Сочију. 
Године 2006. учествовао је на драфту НХЛ лиге где га је као 200. пика у 7.рунди одабрала екипа Атланта трашерса. За Трашерсе је током две сезоне одиграо свега 6 утакмица, а потом је трејдован у екипу Џетса где је забележио 9 наступа. Године 2012. враћа се у Европу где наступа за руске тимове Сибир и Салават у КХЛ лиги, а од 2015. игра у дресу финског Јокерита. 
Његов млађи брат Едгарс такође је професионални хокејаш.